# Platyoides venturus
Platyoides venturus là một loài nhện trong họ Trochanteriidae. De soort komt voor op de Canarische Eilanden.